# Équipe de France de foot-fauteuil
Maillots
L'équipe de France de foot-fauteuil est une sélection des meilleurs footballeurs français handisport, Elle est membre de la FIPFA (Fédération internationale de Powerchair Football).

## Palmarès
Championnat du monde :
- Vice-champion en 2007 à Tokyo au Japon[2]
- Troisième en 2011 à Paris en France[3]
- Champion en 2017 à Kissimmee aux États-Unis[4] puis de nouveau en 2023.

Championnat d'Europe :
- Champion en 2014 à Limerick en Irlande[5].

## Histoire

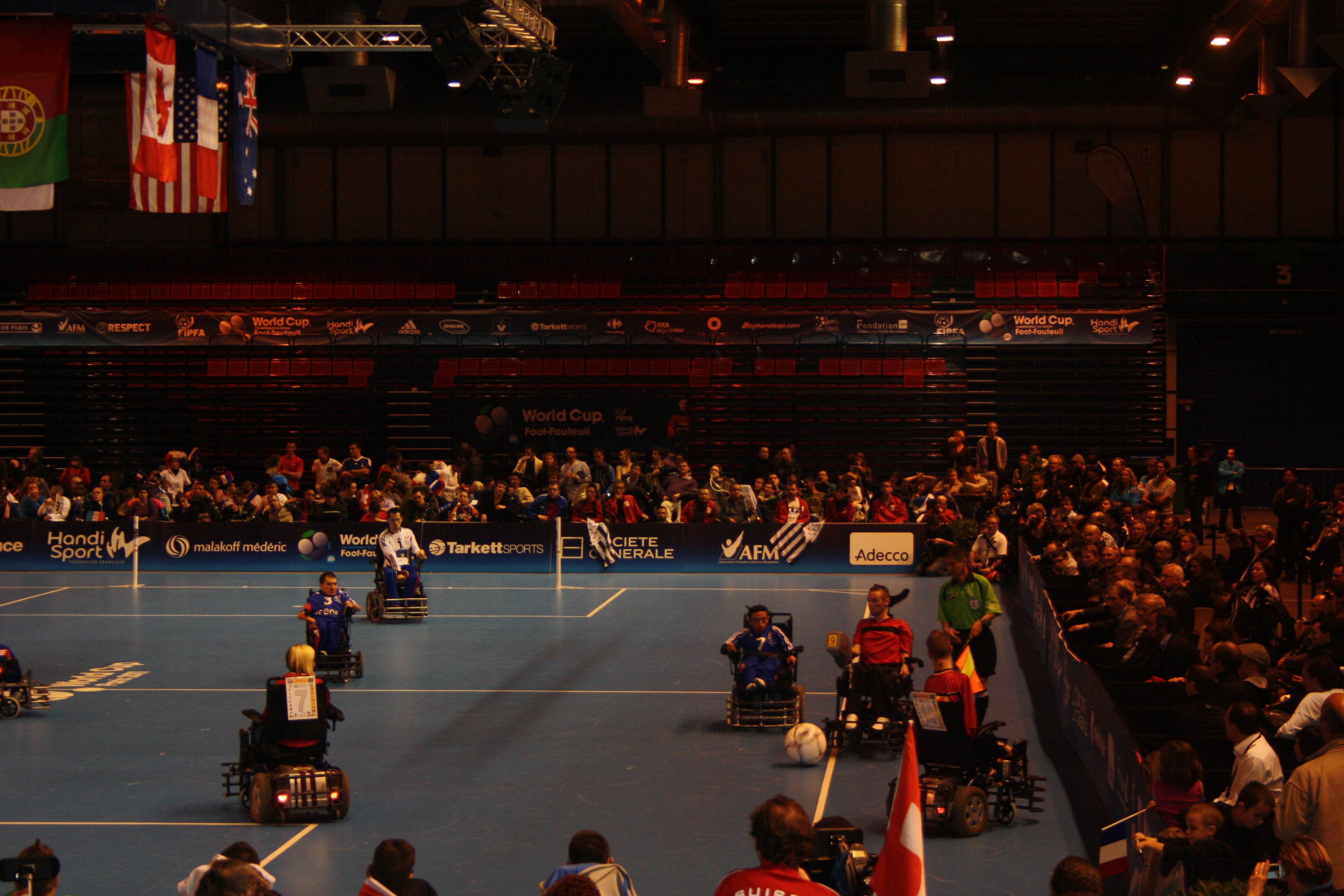
Match d'ouverture de Coupe du monde de Foot fauteuil, France-Belgique, le 2 novembre 2011 à la Halle Carpentier de Paris.

L'équipe de France de foot-fauteuil remporte la première Coupe d'Europe de foot-fauteuil 2014.
L'équipe de France de foot-fauteuil devient pour la première fois de son histoire, championne du monde de foot-fauteuil 2017 en battant en finale la sélection des États-unis 4-2.

## Personnalités du club

### Sélections précédentes
| Compétition                          | Joueurs | encadrement |
| ------------------------------------ | --- | --- |
| Coupe du monde de foot-fauteuil 2007 | - Jérôme Durand - Tristan Delmas - Habd-Eddine Sebiane - Farid Rouidjali - Nicolas Guillemot - Morgan Lifante - Sylvain Malard - Brahim Sébiane                             | - Sélectionneur : Jean-Luc Feydit - Sélectionneur adjoint : Bernard Berthouloux - Sélectionneur adjoint : ?? - Médecin Assistant : ?? - Technicien fauteuil : ??                                  |
| Coupe du monde de foot-fauteuil 2011 | - Jérôme Durand - Sylvain Malard - Brahim Sébiane - Greg Néron - Anthony Bastien - Youcef Ayad Zeddam - Ludovic Paulot - Vincent Le Quellenec                               | - Sélectionneur : Bernard Berthouloux - Sélectionneur adjoint : Ricardo Riso - Sélectionneur adjoint : ?? - Médecin Assistant : ?? - Technicien fauteuil : ??                                     |
| Coupe d'Europe de foot-fauteuil 2014 | - Erwan Conq - Tristan Delmas - Jérôme Durand - Sylvain Malard - Bryan Weiss - Pierre-Vincent Gamin - Mohamed Ghelami - Julien Reniers                                      | - Sélectionneur : Bernard Berthouloux - Sélectionneur adjoint : Ricardo Riso - Sélectionneur adjoint : David Verge - Médecin Assistant : Olivier Ferrari - Technicien fauteuil : Romain Hiel      |
| Coupe du monde de foot-fauteuil 2017 | - 10 : Erwan Conq - 9 : Tristan Delmas - 4 : Mohamed Ghelami - 1 : Sylvain Malard - 8 : Bryan Weiss - 12 : Tristan Le Beller - 16 : Marie Battistella - 13 : Julien Reniers | - Sélectionneur : Bernard Berthouloux - Sélectionneur adjoint : Ricardo Riso - Sélectionneur adjoint : David Verge - Médecin Assistant : Olivier Ferrari - Technicien fauteuil : Jean-Michel Hiel |

### Entraîneur
| Nom                 | Période     |
| ------------------- | ----------- |
| Bernard Berthouloux | 2008 - 2018 |